# Province du Nord (Sri Lanka)
Pour les articles homonymes, voir Province du Nord.
La province du Nord (en tamoul : வட மாகாணம் (Vaṭa Mākāṇam) ; en cingalais : උතුරු පළාත (Uturu Paḷāta)) est l'une des provinces du Sri Lanka. La capitale de la province est Jaffna. Cette province se distingue des autres provinces du pays : sa population est presque exclusivement tamoule hindouiste (shivaïte).

## Districts
La province est constituée de cinq districts :
- Jaffna (capitale : Jaffna), à l'extrême nord ;
- Mannar (capitale : Mannar), à l'ouest ;
- Vavuniya (capitale : Vavuniya), au sud ;
- Mullaitivu (capitale : Mullaitivu), à l'est ;
- Kilinochchi (capitale : Kilinochchi), au nord.

## Histoire
La province de Jaffna a une histoire différente de celle du reste de l'île. Peuplée par une majorité de tamouls, elle est l'héritage du Royaume de Jaffna qui a existé de 1215 à 1619. Cette région se découpe historiquement en deux régions : le domaine royal du roi de Jaffna, et le vanni, gouverné par les vanniyars, soumis au roi de Jaffna.

### Antiquité
À l'Antiquité, Cette région du Sri Lanka possédait une culture similaire à celle du Sud de L'Inde. De nombreuses inscriptions dans une écriture connu sous le nom de tamoul-brahmi retrouvées dans cette région laissent à penser que la population avait déjà des contacts avec le Tamil Nadu dès 300 av. J.-C. Il est probable qu'il y ait eu des échanges commerciaux entre le Tamil Nadu et cette région.
Les bateaux qui reliaient l'Inde et le Sri Lanka arrivaient notamment dans des anciens ports situés dans la province, dont Mannar et quelques autres autour de l'actuelle Jaffna. Une culture tamoule s'est donc développée très tôt autour de ces ports. Mannar était connu sous le nom de Manthai, tandis que la région de Jaffna était appelé le Naga Nadu (« Pays des Nagas »), d'après une population ancienne autochtone de l'île, ancêtre d'une grande partie des futurs tamouls srilankais.
Le roi tamoul Ellalan, de la dynastie des chola, a régné sur toute l'île entre 205 av. J.-C. et 161 av. J.-C. Toute la population de l'île (Tamouls et Cingalais) le considère encore aujourd'hui comme la figure de la Justice. La première vague de migration de tamouls en provenance de l'Inde a pu avoir lieu à cette époque : les vanniyars. Ellalan était un roi shivaïte. C'est durant son règne que de nombreux temples shivaïtes d'importance ont été construits dans le nord et dans l'est dont le plus célèbre est celui de Koneswaram.

### Moyen Âge (jusqu'en 1215)
Cette période correspond à une période de transition. Le nord du Sri Lanka attirait de nombreux tamouls de l'Inde convertis au bouddhisme. Le Naga Nadu devint alors une importante place pour le bouddhisme tamoul dont Kantharodai est une des manifestations les plus marquantes.
Une légende raconte qu'un musicien reçut la péninsule de Jaffna en récompense vers l'an 800 et qu'une nouvelle vague de tamouls a eu lieu. Cette légende peut signifier simplement un regain d'intérêt de la population pour la culture prédominante durant la période classique, la culture tamoule et shivaite.
En effet réponse au bouddhisme tamoul, de nombreux souverains tamouls des dynasties chola et pandya commencèrent à restaurer les temples shivaites construits durant l'antiquité. Le konesar kalvettu rapporte que le temple de Koneswaram a été restauré par le roi Kulakottan, descendant de Ellalan. D'autres temples ont également été construits : le célèbre temple de Kandaswamy à Maviddapuram peut dater de cette époque.

### 1215 à 1619
En 1215, le royaume de Jaffna a été établi par un prince tamoul hindou de la dynastie de pandya et originaire de la ville de Rameshwaram. Toute la province était sous l'autorité de ce royaume. Tout d'abord tributaire du royaume de Pandya, en Inde, le royaume de Jaffna devint totalement indépendant vers 1350 lorsque le sud de l'Inde est envahi par des musulmans. Pour fuir les conversions forcées, une nouvelle vague de migration de tamouls de l'Inde vers le royaume de Jaffna a eu lieu. À cette époque, le royaume de Jaffna était le plus puissant de l'île.

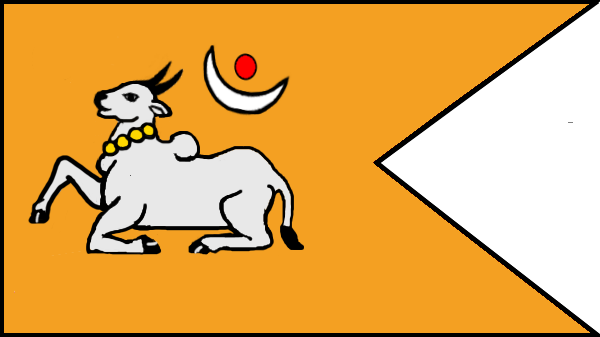
Le drapeau du royaume de Jaffna.

Le Royaume perd de son pouvoir vers 1561, lorsque les portugais lancent la conquête de Jaffna. En 1619, après une tentative de reprise de pouvoir par Sangili II, le royaume perd totalement son pouvoir et la péninsule de Jaffna est intégrée à l'empire portugaise. Cependant le Vanni continue de résister.

### 1619 à 1803
Sous la colonisation portugaise, la population a dû faire face à la haine des Portugais de tout ce qui n'est pas catholique. L'hindouisme était une pratique interdite sous peine de mort. Les populations ne pouvaient ni prier leur divinités ni participer aux fêtes religieuses. Cette période a vu une migration de tamouls de Jafna vers l'Inde ou vers le Vanni. Les soldats portugais se sont également livrés à la destruction de chacun des temples de la péninsule. Par ailleurs, les temples de Mannar et de Thirukonamalai ont également été détruits. Les Hollandais qui chassent les Portugais de l'île en 1640, apportent avec eux la liberté de culte. Les grands seigneurs de la noblesse tamoule financent alors la reconstruction des temples hindous.
La résistance contre la colonisation continue cependant depuis Vanni. Pandara Vanniyan est un des célèbres chefs du Vanni qui a combattu contre les Hollandais et les Anglais. Il fut défait en 1803. Une stèle célébrant son courage a été érigée en sa mémoire par les Anglais.

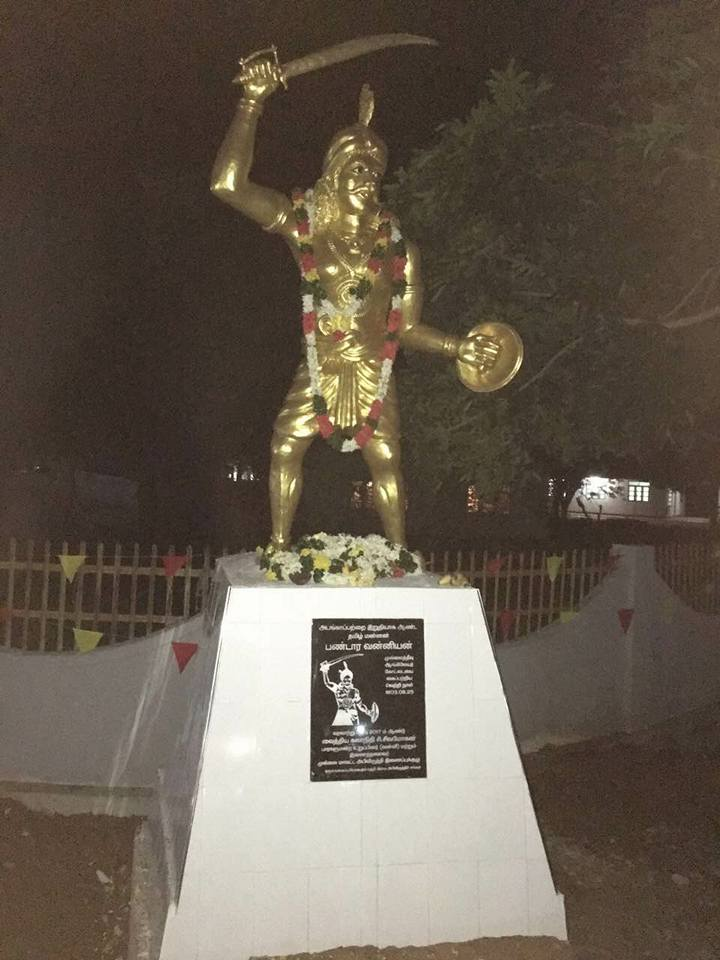
Pandara Vanniyan, dernier chef du Vanni.
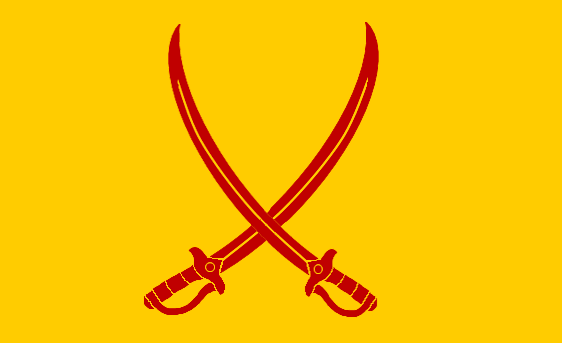
le drapeau de Pandara Vanniyan.

## Démographie
La province possédait en 2012 une population de 1 058 762 habitants[réf. nécessaire] exclusivement constituée de Tamouls du Sri Lanka. Depuis les pogroms anti-tamouls de 1981, la population n'a fait que baisser[réf. nécessaire]. Une diaspora de près d'un million de Tamouls s'est constituée principalement au Canada[réf. nécessaire], en Angleterre et en France. La majorité de cette diaspora est originaire de la Province du Nord.
La grande majorité de la population est concentrée dans la petite péninsule de Jaffna, qui est aussi la zone la plus urbanisée de la province.

## Transports
Toutes les grandes villes de la province sont reliées entre elles par un réseau de voies ferrées et par des routes.

## Tourisme
Les lieux touristiques de la province du Nord se concentrent dans le petit district de Jaffna. Les innombrables temples hindous sont ce qui attirent le plus les visiteurs. En effet, la période touristique (juin à août) correspond également à la période des festivals hindous qui prennent place dans chaque temple. Durant ces festivals, qui peuvent durer selon les temples de 10 à 20 jours, la divinité du temple est priée et emmenée en procession. Ces festivals se terminent par le ther thiruvila (festival du chariot) pendant lequel la divinité est montée dans un chariot et est emmenée en procession autour de son temple, tirée par des centaines de personnes. Les festivals du temple de Kandaswamy à Nallur attirent des milliers de personnes venues des quatre coins du Monde. 

## Culture
La culture retrouvée dans cette province est une culture tamoule et hindoue.

## Spécialités régionales
Les spécialités préparées dans cette province sont proches de ce qu'on trouve en Inde du Sud, en particulier dans les États du Tamil Nadu et du Kerala. Le riz est l'aliment de base de la population, qui le mange le midi, accompagné de préparations au curry.
Les autres spécialités, consommées au petit-déjeuner et au dîner sont les dosas, les idlis que l'on trouve au Tamil Nadu, ainsi que le idiyappam et puttu, également consommés au Kerala. Ces plats sont accompagnés de sambal, une spécialité préparée à base de noix de coco râpée et de piments et qui est unique à la région.

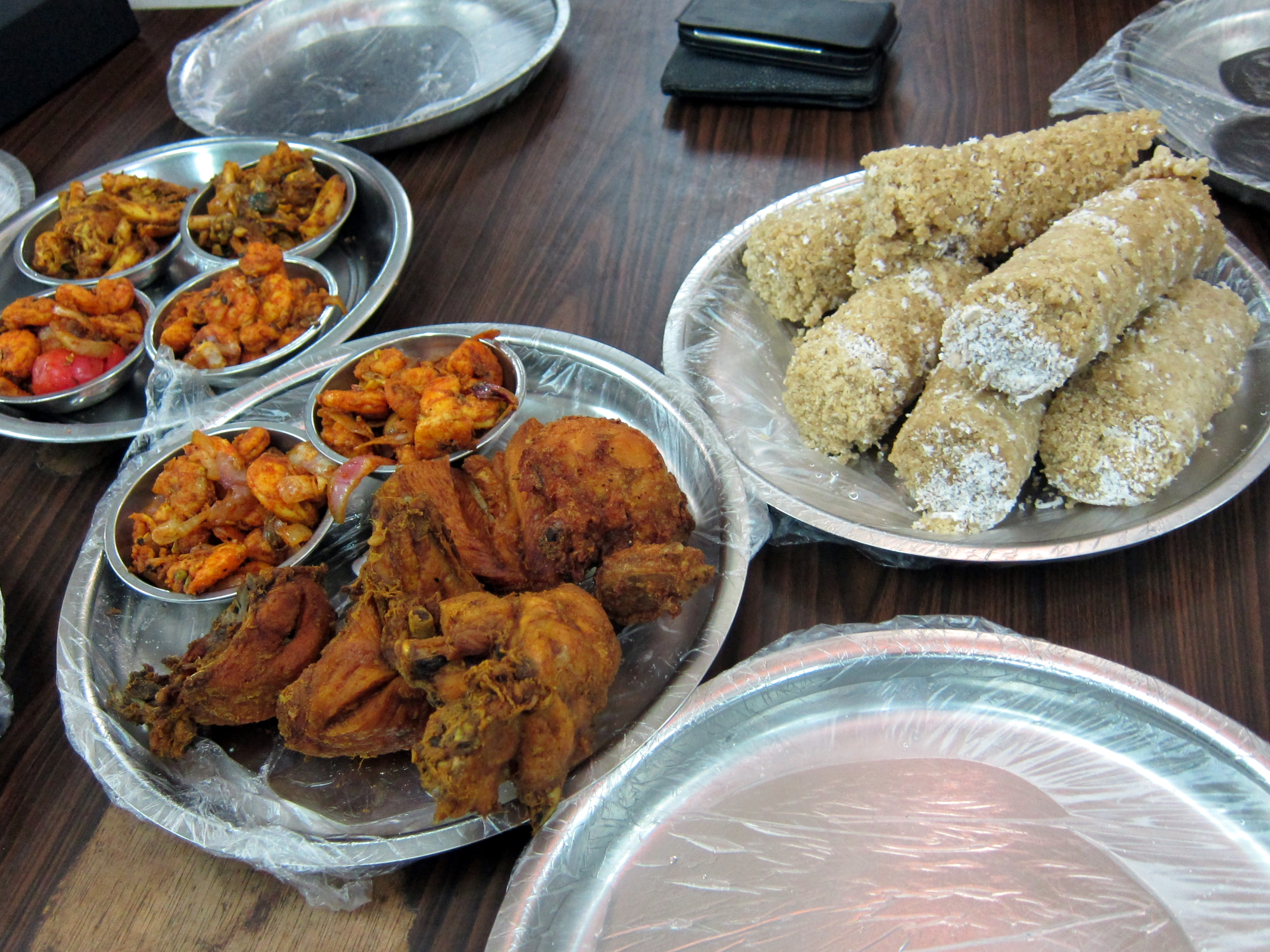
Puttu.

Les produits de la mer tels que les poissons, les crabes et les crevettes sont également réputés dans cette province.

## Galerie photos

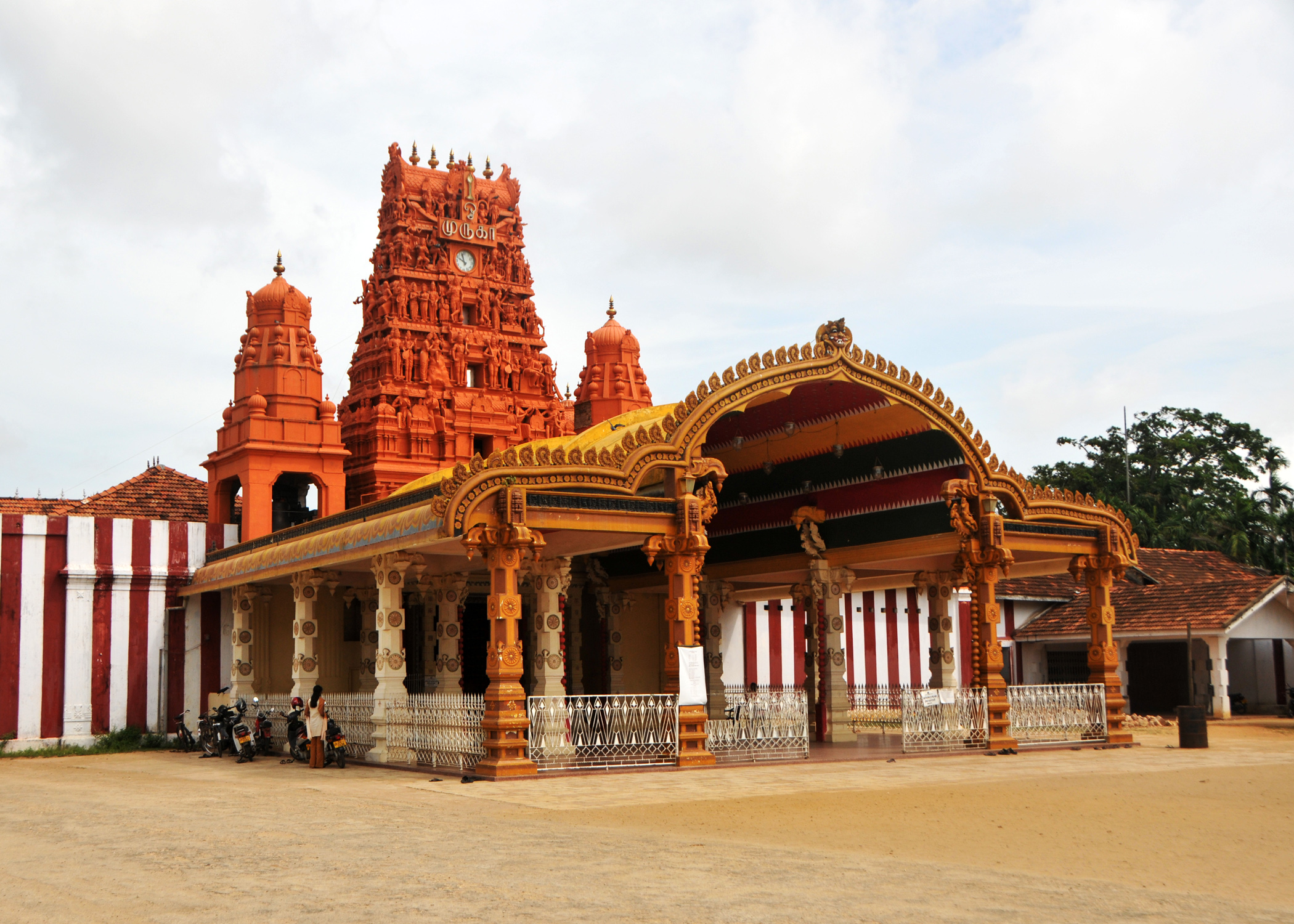
Temple de Kandaswamy, Nallur (district de Jaffna)
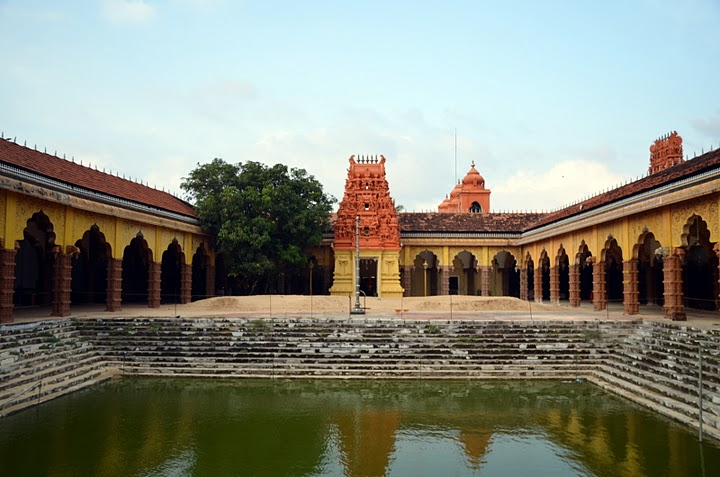
interieur du temple de Kandaswamy, Nallur
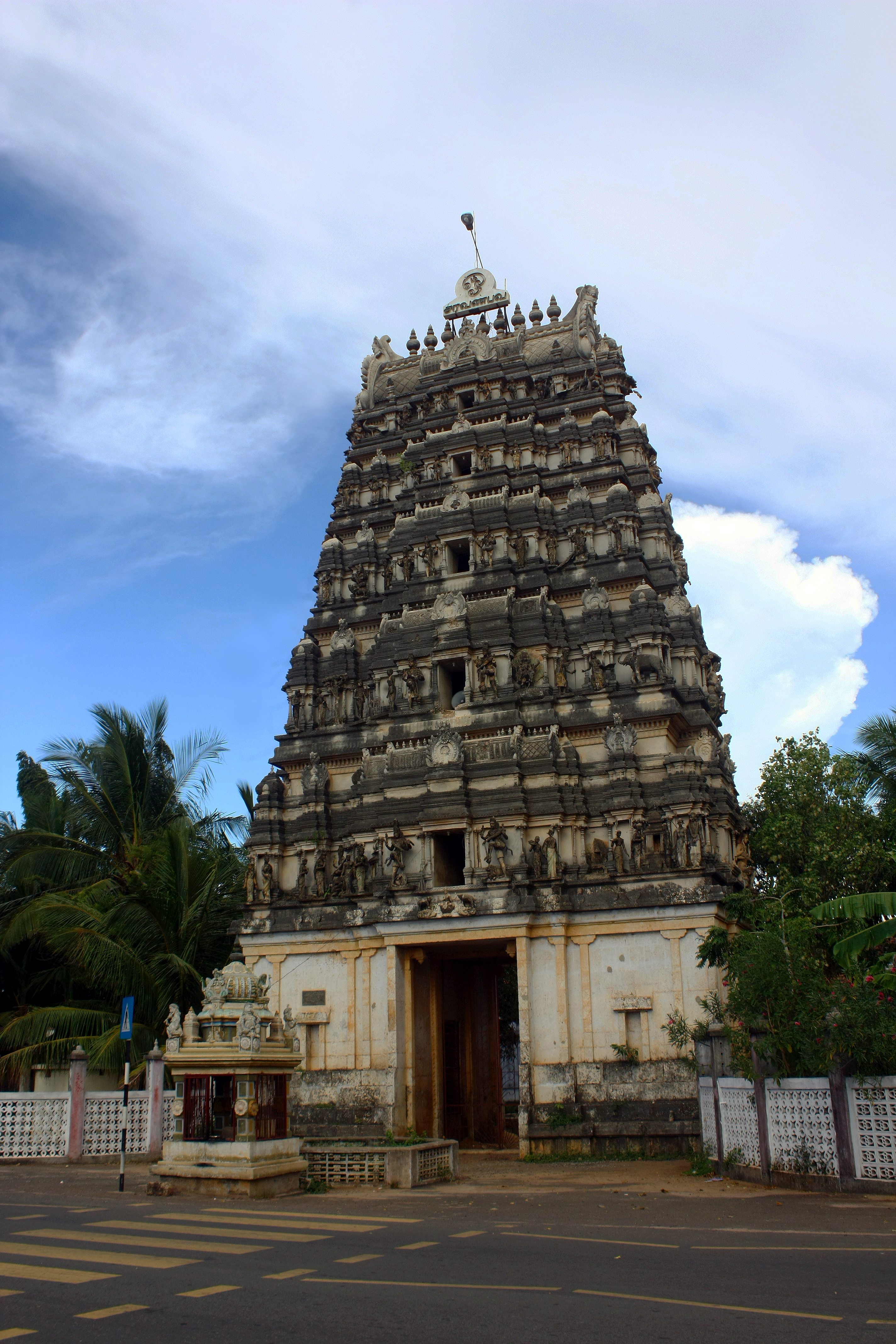
temple de Kandaswamy, Maviddapuram (district de Jaffna)
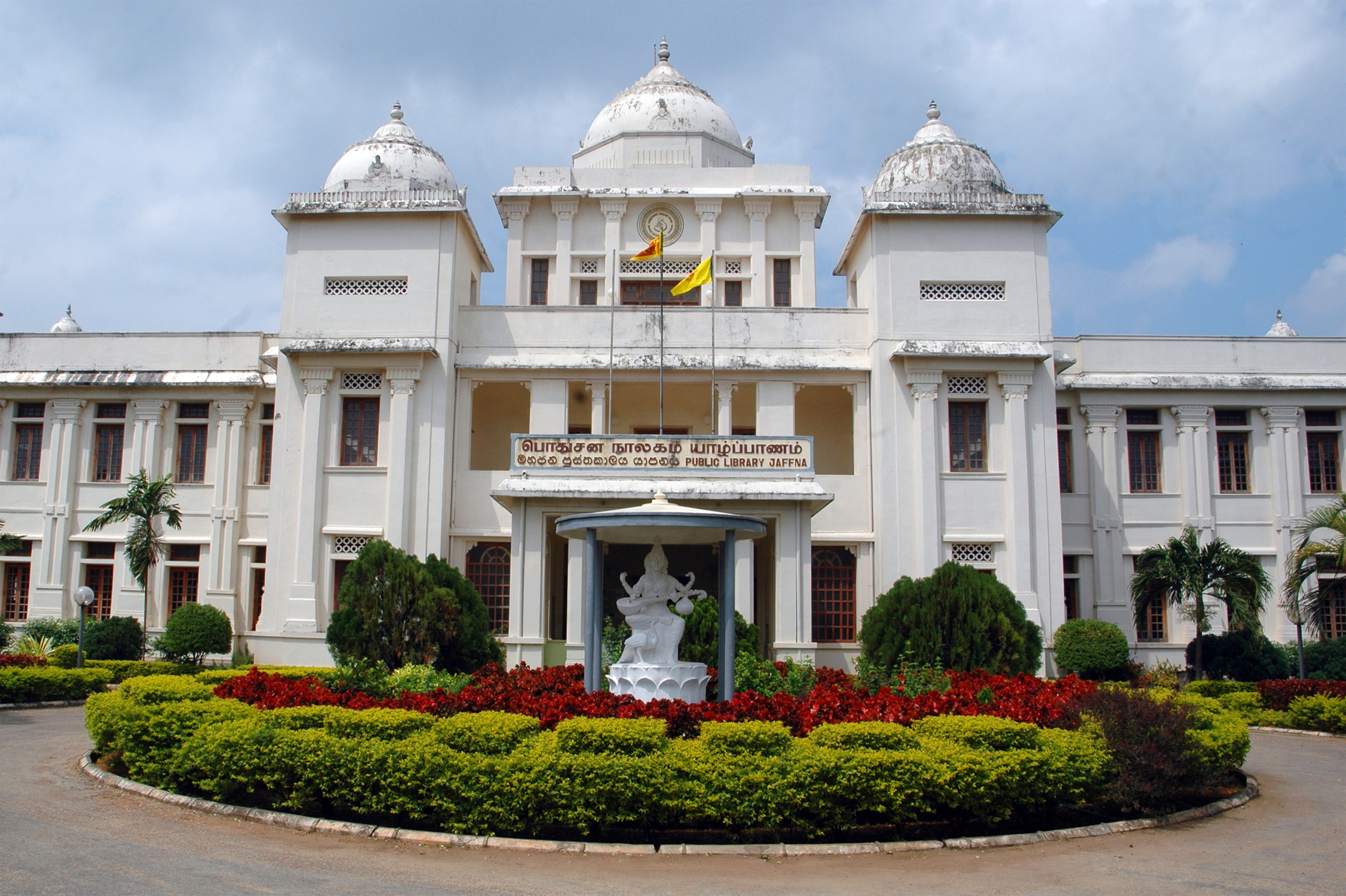
bibliothèque publique de Jaffna
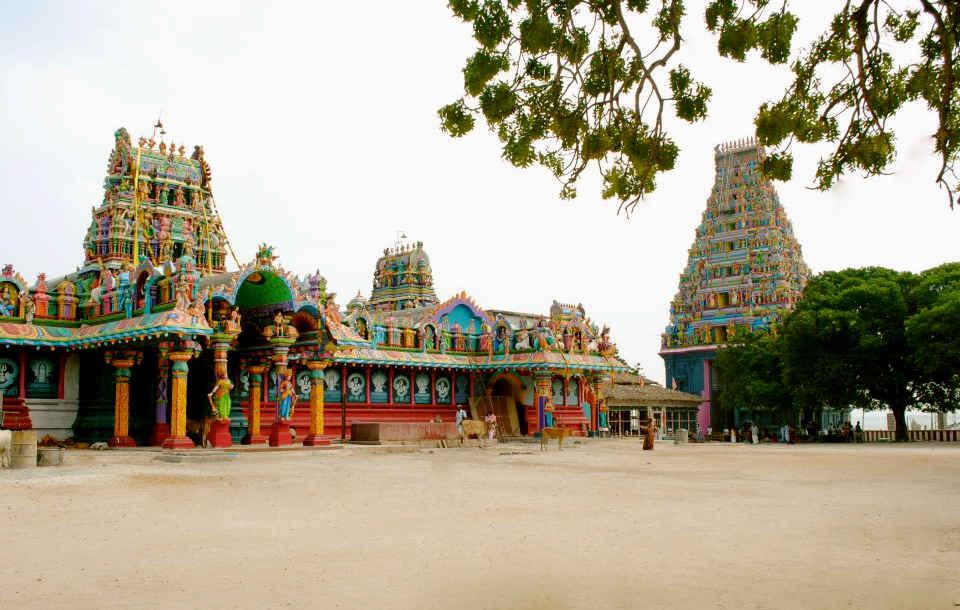
temple de Naga-pooshani, Nainativu
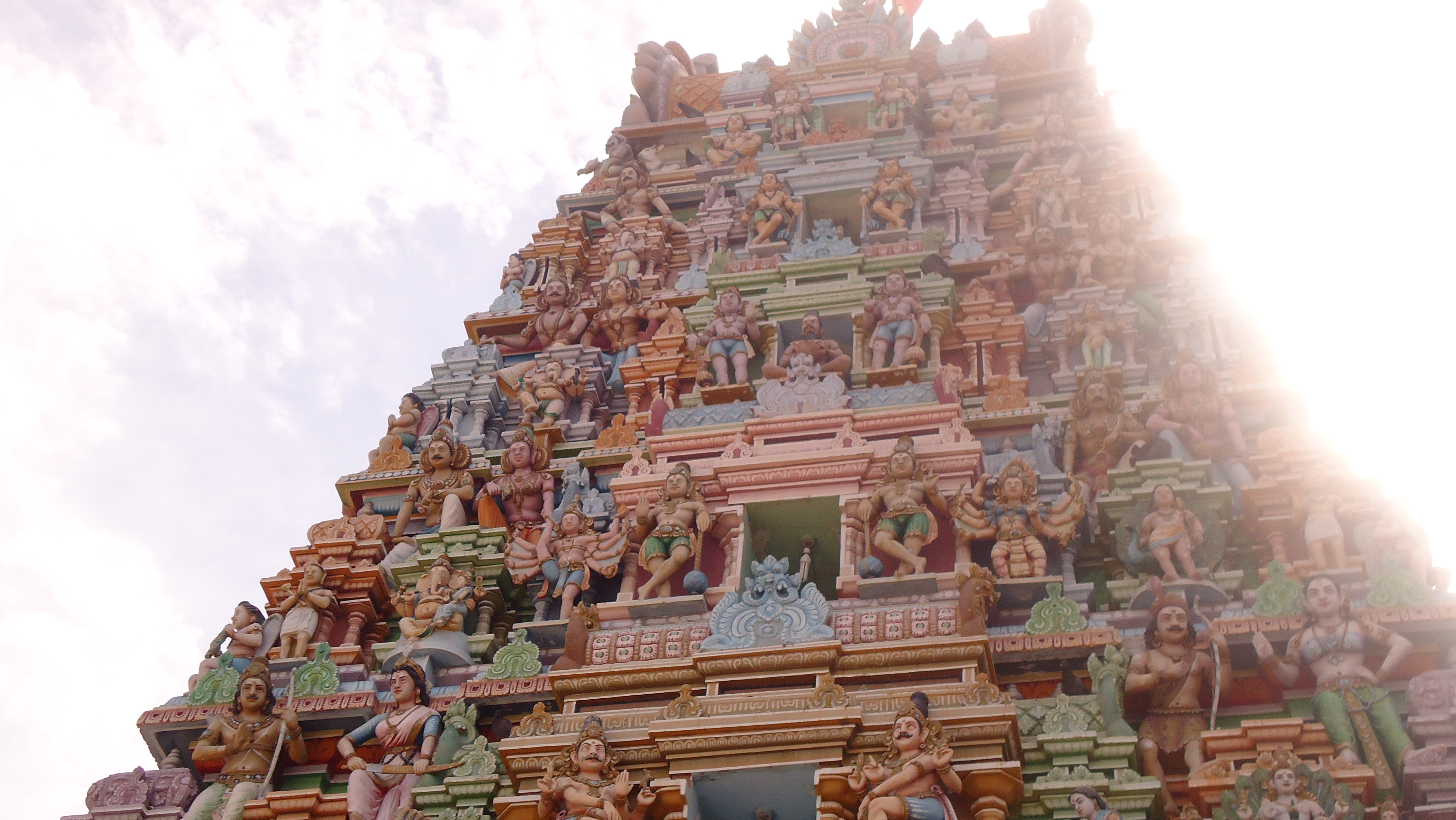
temple de thiru-keetheswaram, Mannar